# Dawit Mudżiri
Dawit Mudżiri (gruz. დავით მუჯირი, ur. 2 stycznia 1978 w Tbilisi) – gruziński piłkarz występujący na pozycji pomocnika. Obecnie jest zawodnikiem rosyjskiego Dinama Tbilisi.

## Kariera klubowa
Mudżiri karierę rozpoczynał w Dinamie Tbilisi. Do jego pierwszej drużyny został przesunięty w sezonie 1994/1995, w wieku 16 lat. W ciągu pierwszych trzech sezonów pełnił tam rolę rezerwowego, a podstawowym graczem Dinama stał się od początku sezonu 1997/1998. W Dinamie spędził w sumie pięć lat. W tym czasie zdobył z klubem cztery mistrzostwa Gruzji, trzy puchary Gruzji, a także dwa superpuchary Gruzji. W sumie rozegrał tam 59 spotkań i zdobył 24 bramki.
W styczniu 1999 roku odszedł do innego pierwszoligowca - Lokomotiwi Tbilisi. Grał tam przez pół roku, w ciągu którego wystąpił w jedenastu meczach Lokomotiwi. W lipcu 1999 przeniósł się do mołdawskiego Sheriff Tyraspol. Był tam podstawowym graczem składu. W 2001 roku wywalczył z klubem mistrzostwo Mołdawii oraz puchar Mołdawii Spędził tam dwa sezony. Przez ten czas zagrał w 61 meczach mołdawskiej ekstraklasy, w których strzelił 29 goli.
W 2001 roku podpisał kontrakt z austriackim Sturmem Graz. Pierwszy występ w Bundeslidze zanotował 17 lipca 2001 w wygranym 1-0 meczu z Red Bull Salzburg. W 2002 roku jego klub wywalczył wicemistrzostwo Austrii. Wystąpił także w finale pucharu Austrii, a także superpucharu Austrii, jednak obu przypadkach został przez niego przegrany. W Sturmie Mudżiri występował do stycznia 2006 roku. W sumie rozegrał tam 106 spotkań i zdobył 21 bramek.
W 2006 roku trafił do rosyjskich Krylji Sowietow Samara. W Premier Lidze zadebiutował 19 marca 2006 w wygranym 1-0 spotkaniu z Lokomotiwem Moskwa. 9 kwietnia 2006 w wygranym 3-2 pojedynku z Zenitem Petersburg strzelił pierwszego gola w trakcie gry w rosyjskiej ekstraklasie. W Kryljach grał przez dwa sezony. W tym czasie wystąpił tam w 44 meczach, w których strzelił 14 goli.
W 2008 roku odszedł do Lokomotiwu Moskwa. Pierwszy mecz zaliczył tam 16 marca 2008 przeciwko Rubinowi Kazań (1-0 dla Rubinu). W 2010 roku wrócił do Gruzji i ponownie został piłkarzem Dinama Tbilisi.

## Odznaczenia
- Order Honoru – 2024[1][2][3][4]